# Eois stellataria
Eois stellataria är en fjärilsart som beskrevs av W. Warren 1907. Eois stellataria ingår i släktet Eois och familjen mätare. Inga underarter finns listade i Catalogue of Life.